# Ноель де Мілль
Ноель де Мілль (англ. Noël de Mille, 29 листопада 1909 — 6 березня 1995) — канадський академічний веслувальник.
Бронзовий призер Олімпійських Ігор 1932 року в складі парної двійки.